# Teucrium ajugaceum
Teucrium ajugaceum là một loài thực vật có hoa trong họ Hoa môi. Loài này được F.M.Bailey & F.Muell. miêu tả khoa học đầu tiên năm 1888.